# Abdul Kader Keïta
Abdul Kader Keïta (nacido el 6 de agosto de 1981 en Abiyán) es un futbolista natural de Costa de Marfil. Juega de delantero y su actual equipo es el Al-Sadd de la Liga de Catar.

## Trayectoria
Keïta inició su carrera en el Africa Sports de su país, para luego pasar al Etoile du Sahel de la Liga Tunecina. Siguiendo su carrera pasó al Al-Ain de Emiratos Árabes Unido y al Al Sadd de Catar, recalando finalmente en el Lille de la Liga 1 francesa en 2005.
Seguido de su impresionante inicio de la temporadae 2006/07, Keita tuvo importante ofertas de equipos grandes de Europa. Luego de su impresionante performance contra el AC Milan, se reportó que sería transferido en la ventana de transferencias de enero. Como sea, el Marfileño escogió hacer una extensión de su contrato hasta el 2010.
En enero de 2007, Keïta quedó como finalista como mejor jugador marfileño de 2006 del año, venciendo a jugadores como Kolo Touré y Aruna Dindane. El premio fue ganado por el delantero del Chelsea, Didier Drogba.
El 31 de mayo de 2007, el Gerente General del Lyon Jean-Michel Aulas había realizado una oferta por Keïta y su compañero de equipo Mathieu Bodmer.
El 14 de junio de 2007, Lyon hizo oficial el anuncio de que contratarían a ambos y que habían pasado sus exámenes. El 16 de junio de 2007, Lyon confirmó la contratación de Keïta por la suma récord de €18m. A Keïta se le dio la camiseta 9. Luego al jugador brasileño Fred se le cambió la camiseta 11 por la 9, por lo a se le dio la 32, pero se le reasignó la 23 luego que Jérémy Berthod dejara el club.

## Selección nacional
Ha sido internacional con la Selección de fútbol de Costa de Marfil, con la que hasta julio de 2010 lleva disputados 55 partidos internacionales y 11 goles anotados.
Fue convocado para la Copa Mundial de Fútbol de 2006.

## Clubes
- 1999-2000: Africa Sports
- 2000-2001: Étoile du Sahel
- 2001-2002: Al Ain
- 2002-2005: Al-Sadd
- 2005-2007: Lille OSC
- 2007-2009: Olympique de Lyon
- 2009-2010: Galatasaray
- 2010: Al-Sadd

## Honores
Al Ain
- Liga de los EAU : 2001/02
- Copa de Campeones de Equipos del Golfo : 2001

Al-Sadd
- Primera División de Catar : 2004
- Copa de Catar : 2003, 2005
- Copa Príncipe de la Corona de Catar : 2003

Olympique de Lyon
- Ligue 1 : 2008
- Copa de Francia : 2008